# 무지개중개회사
무지개중개회사(Rainbow Intermediaries)는 조선민주주의인민공화국의 보험 중개사이다.

## 연혁
- 2015년: 무지개중개회사 설립

## 주요 상품
- 화재 보험
- 농업 보험
- 해상 보험
- 기술 보험
- 자동차 보험
- 생명 보험

## 같이 보기
- 조선민주주의인민공화국
- 보험
- 중개
- 평양시
- 보험중개업
- 보험중개회사
- 회사
- 기업
- 서비스
- 보험설계
- 재보험
- 계약